# Безмер (Ямбольська область)
Безме́р (болг. Безмер) — село в Ямбольській області Болгарії. Входить до складу общини Тунджа.

## Населення
За даними перепису населення 2011 року у селі проживали 1143 особи.
Національний склад населення села:
| Національність   | Кількість осіб | Відсоток |
| ---------------- | -------------- | -------- |
| болгари          | 931            | 97,3%    |
| цигани           | 18             | 1,9%     |
| Всього відповіли | 957            |          |

Розподіл населення за віком у 2011 році:
Динаміка населення: